# Fruchtkasten (Scheer)
Koordinaten: 48° 4′ 31,8″ N, 9° 17′ 45,9″ O

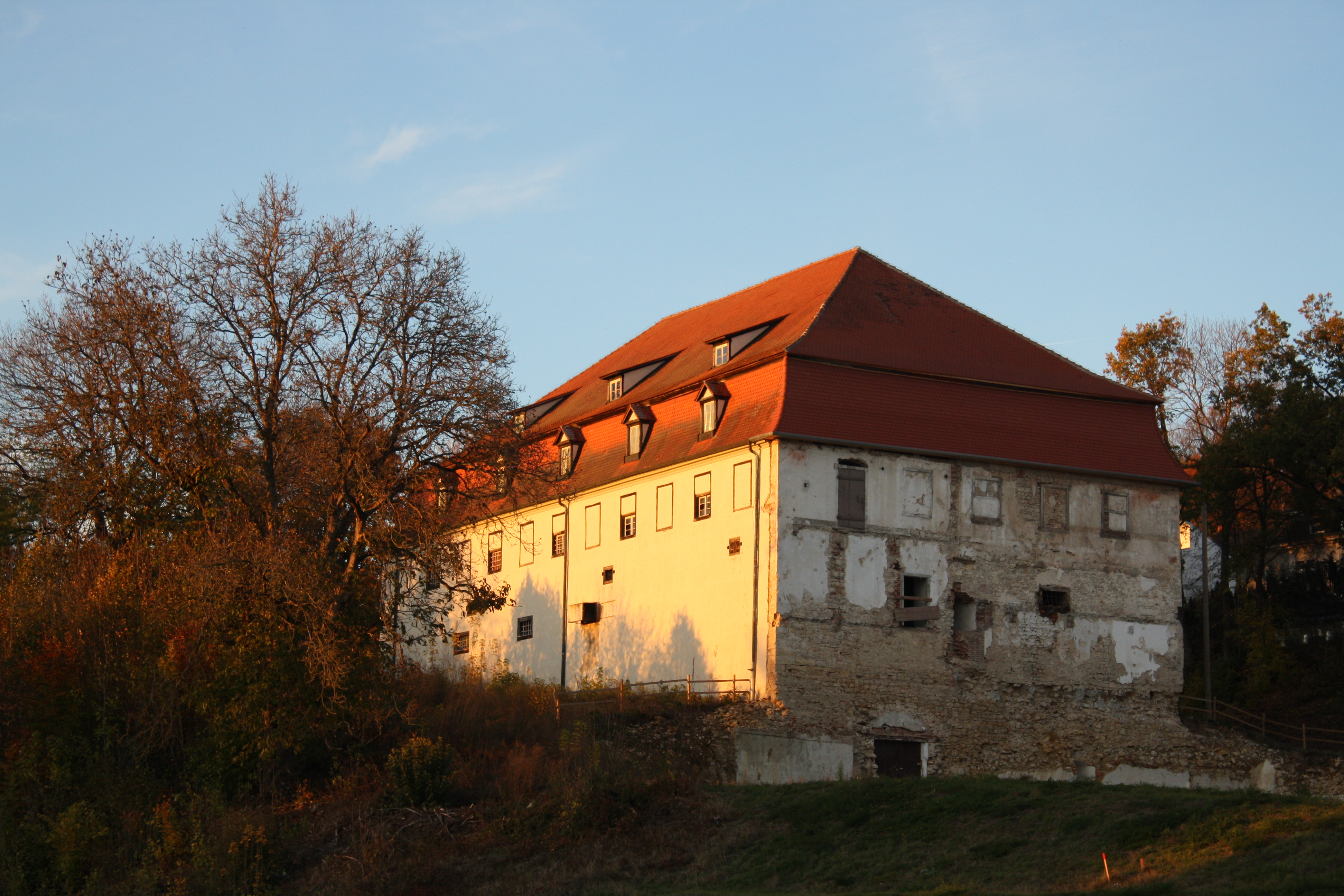
Fruchtkasten Scheer von Südosten (2018)

Der Fruchtkasten in Scheer an der Donau ist ein ehemaliges Nutzgebäude des Hauses Thurn und Taxis, das vom Landesdenkmalamt Baden-Württemberg als Kulturdenkmal von besonderer Bedeutung eingestuft ist.

## Geschichte
Die Reichsgrafen Waldburg-Scheer begannen 1659 mit der Errichtung einer neuen Residenz, die jedoch nie ganz fertiggestellt wurde. Lange wurde vermutet, dass das heute als Fruchtkasten Scheer bezeichnete Bauwerk das Hauptgebäude dieser Residenz darstellte und nach seiner Verwendung als herrschaftlicher Fruchtkasten im 18. und 19. Jahrhundert benannt wurde. Dendrochronologische Untersuchungen ergaben aber Anfang des 21. Jahrhunderts, dass der Baubeginn tatsächlich erst 1788 oder 1789 war und das Gebäude von den Fürsten von Thurn und Taxis errichtet wurde. Mitte des 19. Jahrhunderts wurde das Gebäude an die örtliche Brauerei Götz verkauft und von dieser ab 1862 nach verschiedenen Umbauten zu Brauerei- und Mälzereizwecken genutzt. Auch nach der Einstellung des Braubetriebs im ausgehenden 20. Jahrhundert wird das ehemalige Palais zunächst weiter als Lagerhaus benutzt. 2001 bestand noch kein Denkmalschutz, es lag bereits eine Abrissgenehmigung vor, die jedoch nicht genutzt wurde, sodass das Gebäude schließlich doch noch geschützt werden konnte. Der aktuelle Besitzer, die Stadt Scheer, bot das Gebäude im Jahr 2014 zum Kauf an.

## Aktuelle Nutzung
Im September 2016 beschloss der Gemeinderat der Stadt Scheer den Bau einer Sport- oder Mehrzweckhalle auf dem ehemaligen Brauereigelände. Dabei wurde als bevorzugte Version der Bau einer reinen Sporthalle beschlossen, bei gleichzeitigem Umbau des Fruchtkastens zu einer Versammlungsstätte für kulturelle Veranstaltungen. Der Gemeinderat machte jedoch die Finanzierbarkeit in Abhängigkeit von zu erwartenden Zuschüssen zur Voraussetzung für diese Variante. Bei Ausbleiben der Zuschüsse sollte der Umbau des Fruchtkastens entfallen und die neu zu bauende Halle in diesem Fall als Mehrzweckhalle konzipiert werden. Im Anschluss an die Gemeinderatssitzung wurde in Scheer ein Förderverein zum Erhalt historischer Gebäude mit dem ausdrücklichen Zweck des Erhalts des Fruchtkastens gegründet.
Im März 2017 wurde bekannt, dass der Antrag auf Aufnahme in das Bundesförderprogramm Nationale Projekte des Städtebaus nicht erfolgreich war. Nach einer erneuten Antragstellung wurde Scheer im April 2019 in das Förderprogramm aufgenommen und erhielt für den geplanten Umbau eine Förderzusage in Höhe von 3,35 Millionen Euro. In der Projektbeschreibung heißt es: „Mit dem Umbau und der Erweiterung des Gebäudes mit seiner wechselvollen Nutzungsgeschichte von adligen bis zu bäuerlichen Zwecken, entsteht ein Impulsprojekt im ländlichen Raum, das der Kleinstadt eine neue Mitte geben kann.“

## Details

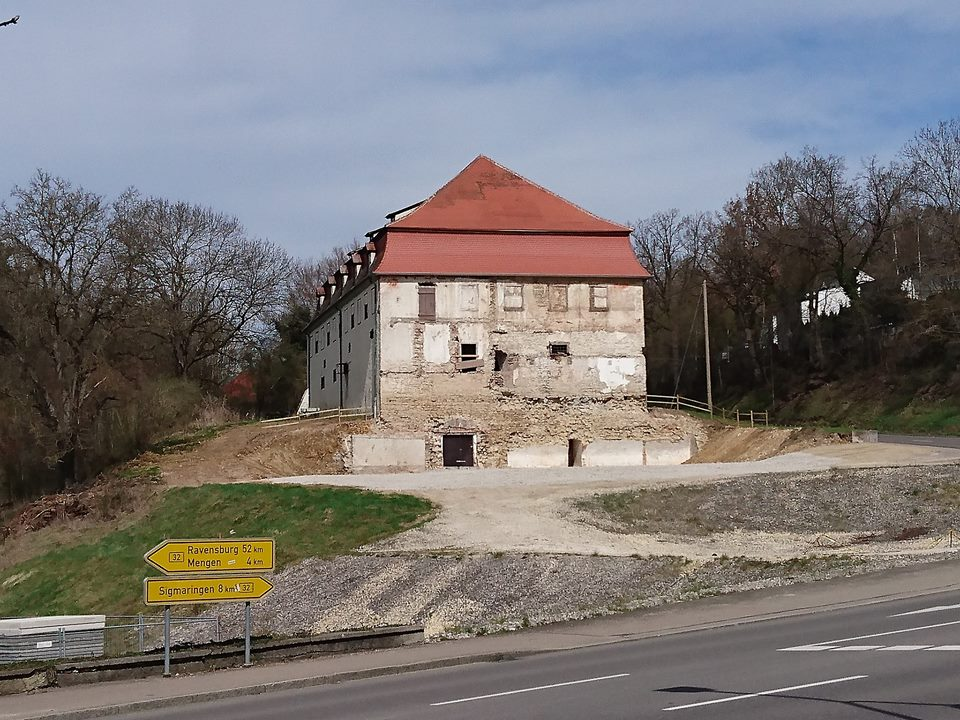
Gebäude nach den Abbrucharbeiten im April 2018

Das Haus liegt an der Sigmaringer Straße 13 (Bundesstraße 32) am Ortsausgang von Scheer in Richtung Sigmaringendorf, rund 200 m nordöstlich der Donau. Es handelt sich bei dem Gebäude um einen verputzten Fachwerkbau mit vier Geschossen und einem Gewölbekeller. Die Grundfläche des Gebäudes beträgt etwa 300 m², die Nutzfläche rund 1200 m², das zugehörige Grundstück ist etwa 2000–2500 m² groß.
In der ersten Bauphase wurde das Gebäude 1788/89 auf einer großzügigen Kelleranlage mit einem stützenfreien Erdgeschoss errichtet, die damalige Nutzung ließ sich allerdings über die Baubefunde nicht sicher ermitteln. Im ersten Dachgeschoss (Mansardgeschoss) bestand ein schmaler Mittellängsflur mit je sechs Einzelräumen auf jeder Seite, zudem wurde ein kleines Treppenhaus und vermutlich ein seitlicher Abortgang errichtet. In einer ersten Umbauphase 1804/05 wurde das Erdgeschoss mit einer Mittellängswand versehen und die barocken Hängewerke im Obergeschoss und im Dachgeschoss wurden entfernt. Zur gleichen Zeit wurden im Erd- und im Obergeschoss neue Sprengwerke zur Unterstützung der weitgespannten Decken eingezogen. Somit waren alle barocken Innenwände entfernt und die vorher zu Einzelräumen unterteilten Geschossebenen konnten fortan als ungeteilte Lagerflächen genutzt werden. Weitere bauliche Veränderungen fanden in der Zeit der Nutzung durch die Brauerei zwischen 1862 und 2000 statt, diese wurden jedoch baugeschichtlich nicht untersucht.
An das Gebäude waren bis zum Winter 2017/18 das alte Sudhaus der Brauerei sowie ein Silo aus der zweiten Hälfte des 20. Jahrhunderts angebaut. Diese Gebäude wurden inzwischen abgebrochen.